# Vaccinioideae
Sous-famille
Les Vaccinioideae (Vaccinioïdées) sont une sous-famille de plantes à fleurs dicotylédones de la famille des Ericaceae, subdivisée en 5 tribus (Andromedeae, Gaultherieae, Lyonieae, Oxydendreae et Vaccinieae), regroupant une cinquantaine de genres et environ 1300 espèces. 
Le genre-type est Vaccinium, qui est par ailleurs le genre de très loin le plus important de la sous-famille avec près de 450 espèces.
Les Vaccinioideae sont en majorité des arbrisseaux ou arbustes à feuilles persistantes, dont de nombreux épiphytes, plus rarement des lianes ou des arbres.

## Distribution
Cette sous-famille a une répartition quasi-cosmopolite. Ces plantes sont particulièrement présentes dans les zones arctiques, tempérées et alpines de l'hémisphère nord, ainsi que dans les régions montagneuses de l'Asie tropicale, seules quelques espèces étant limitées à l'Afrique du Sud-Est et à Madagascar. La sous-famille est également très diversifiées dans les forêts de nuages néotropicales.
La grande majorité des taxons (environ 32 genres et 1000 espèces, appartenant principalement aux Vaccinieae) sont concentrés dans les régions montagneuses fraîches et humides de l'Amérique du Sud entre 1500 et 3000 mètres d'altitude, bien que certaines espèces poussent au-dessus de 3000 m dans la végétation páramo et d'autres au-dessous de 100 m dans les forêts tropicales pluviales des plaines humides.

## Synonymes
Selon BioLib (19 octobre 2020) :
- Andromedaceae Schnizlein
- Oxycoccaceae A. Kerner
- Vacciniaceae Perleb

## Liste des genres
Selon NCBI (19 octobre 2020) :
- tribu des  Andromedeae Klotzsch, 1838
  - Andromeda L.
  - Zenobia D.Don
- tribu des  Gaultherieae Nied., 1889
  - Chamaedaphne Moench, 1794
  - Diplycosia Blume
  - Eubotryoides (Nakai) H.Hara
  - Eubotrys Nutt.
  - Gaultheria L.
  - Leucothoe D.Don, 1834
  - Pernettya Gaudich.
  - Tepuia Camp
- tribu des  Lyonieae Kron & Judd, 1999
  - Agarista D.Don ex G.Don, 1834
  - Craibiodendron W.W.Sm.
  - Lyonia Nutt., 1818
  - Pieris D.Don, 1834
- tribu des  Oxydendreae Cox, 1948
  - Oxydendrum DC.
- tribu des  Vaccinieae Rchb., 1831
  - Agapetes D.Don ex G.Don
  - Anthopterus Hook.
  - Cavendishia Lindl., 1835
  - Ceratostema Juss.
  - Costera J.J.Sm.
  - Demosthenesia A.C.Sm.
  - Dimorphanthera (F.Muell. ex Drude) F.Muell.
  - Diogenesia Sleumer
  - Disterigma (Klotzsch) Nied.
  - Gaylussacia Kunth, 1819
  - Gonocalyx Planch. & Linden, 1856
  - Macleania Hook., 1837
  - Notopora Hook.f.
  - Oreanthes Benth.
  - Orthaea Klotzsch
  - Paphia Seem., 1864
  - Pellegrinia Sleumer, 1935
  - Plutarchia A.C.Sm., 1936
  - Polyclita A.C.Sm.
  - Psammisia Klotzsch
  - Satyria Klotzsch
  - Semiramisia Klotzsch
  - Siphonandra Klotzsch
  - Sphyrospermum Poepp. & Endl.
  - Symphysia C.Presl
  - Themistoclesia Klotzsch
  - Thibaudia Ruiz & Pav. ex J.St.-Hil.
  - Utleya Wilbur & Luteyn
  - Vaccinium L., 1753

## Utilisation
Certaines espèces de Vaccinioideae présentent un intérêt économique en fournissant des fruits comestibles, en particulier dans le genre Vaccinium, qu'ils soient récoltés dans la nature ou cultivés. Ce sont notamment : 
- Vaccinium angustifolium, le bleuet,
- Vaccinium corymbosum, le bleuet ou grande myrtille,
- Vaccinium macrocarpon, la canneberge,
- Vaccinium myrtillus, la myrtille commune,
- Vaccinium vitis-idaea, l'airelle rouge.
- Gaylussacia baccata, l'airelle noire.

D'autres espèces sont cultivées à des fins ornementales et horticoles, en particulier dans les genres Leucothoe, Oxydendrum, Pernettya et Pieris.

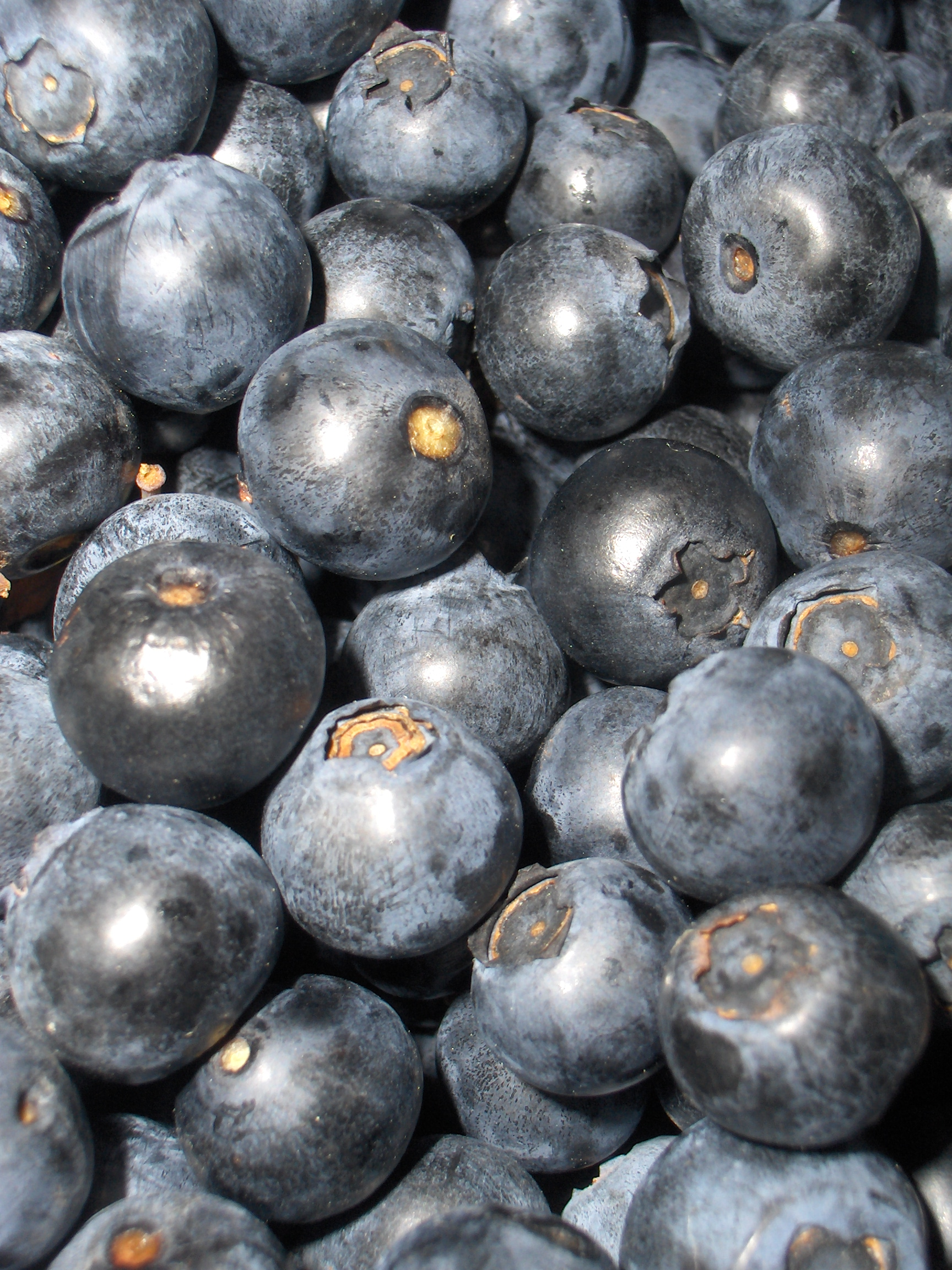
Myrtilles (Vaccinium myrtillus).
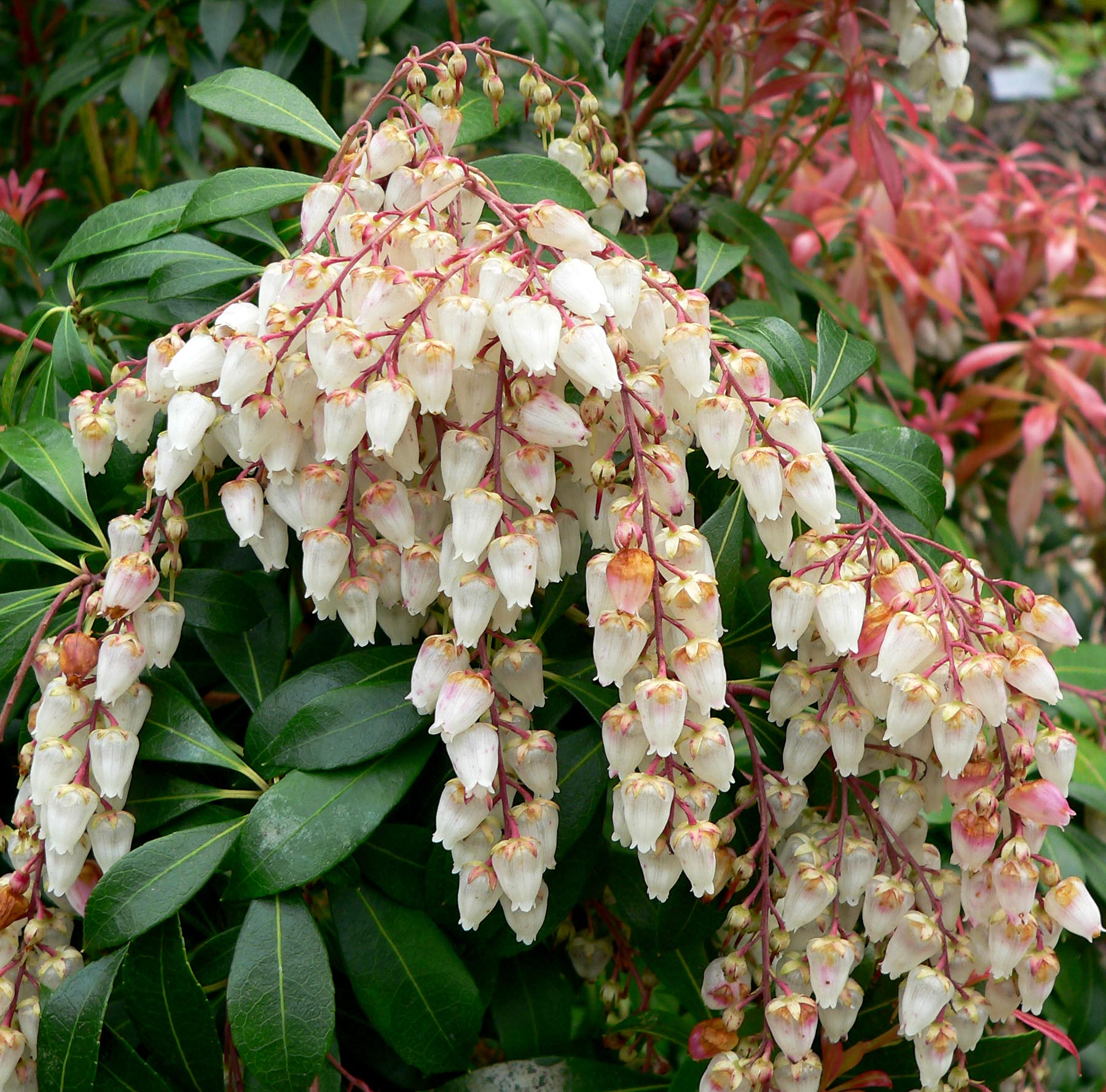
Pieris japonica.